# 1646 au théâtre
| Années du théâtre : 1643 - 1644 - 1645 - 1646 - 1647 - 1648 - 1649    |
| Décennies du théâtre : 1610 - 1620 - 1630 - 1640 - 1650 - 1660 - 1670 |

## Événements
- Pâques : Molière, Joseph Béjart, Madeleine Béjart et Geneviève Béjart sont engagés par la plus réputée des « troupes de campagne » en France, dirigée par Charles Dufresne, protégée et entretenue à l'époque par le puissant duc d’Épernon, gouverneur de Guyenne. Le 12 mai les « comédiens du seigneur duc d'Épernon » sont à Nantes et s'apprêtent à partir pour Rennes[1].
- 21 novembre : l'écrivain et dramaturge Pierre Du Ryer est élu à l’Académie française, au fauteuil 9.

## Pièces de théâtre publiées
- Pierre Corneille, Théodore, vierge et martyre, tragédie chrestienne, Paris, Augustin Courbé.
- Gabriel Gilbert, Rodogune, tragi-comédie, Paris, Augustin Courbé.
- André Mareschal, Le dictateur romain, tragédie, Paris, Toussaint Quinet, VIII-95-1 p. (Lire en ligne).

## Pièces de théâtre représentées
- 18 octobre : De onkuysheydt [La Fornication], une des pièces de Willem Ogier de sa série Les Sept Péchés capitaux, est représentée à la chambre de rhétorique De Violieren à Anvers.
- Célie, tragi-comédie romanesque, et Le Véritable Saint Genest, tragédie, de Jean de Rotrou.
- Théodore, tragédie de Pierre Corneille.
- Jodelet astrologue, comédie d’Antoine Le Métel d'Ouville, Paris, théâtre du Marais.

## Naissances
- 17 février : Pierre Le Pesant de Boisguilbert, économiste et dramaturge français, mort le 10 octobre 1714.

## Décès
- 11 avril : Jan Harmenszoon Krul (nl), poète, dramaturge et libraire hollandais, né vers 1602.
- Vers 1646 : Ruan Dacheng, homme politique et dramaturge chinois, né vers 1587.